# 혜미 (1990년)
혜미(본명: 김혜미, 1990년 8월 10일 ~ )는 대한민국의 가수로, 걸 그룹 피에스타의 메인보컬이었다.

## 출연 작품

### 텔레비전 프로그램
- 2016년 《걸스피릿》 - 고정 출연자

### 음반활동
- 2018년 《LUCID DREAM》
- 2018년 《COME OUT》